# Венаус
Вена̀ус (на италиански и на пиемонтски: Venaus; на окситански: Vënò, Въно, на френски: Vénaux, Вено, от 1929 до 1967 г. официално Venalzio, Веналцио) е село и община в Метрополен град Торино, регион Пиемонт, Северна Италия. Разположено е на 604 m надморска височина. Към 1 януари 2020 г. населението на общината е 880 души, от които 19 са чужди граждани.